# Weidsteeg
De Weidsteeg is een weg in Culemborg in de Nederlandse provincie Gelderland. De Weidsteeg verbindt het centrum van de stad met haar oostelijke wijken, maar ook met Beusichem.
Hoewel de straat nu een brede doorgaande weg is, geeft het achtervoegsel -steeg wat anders aan, namelijk 'smalle landweg'. Voor '-steeg' werd het voorvoegsel 'wijd' geplaatst, wat aangaf dat de smalle landweg relatief wat wijder, dus breder, was. Een andere verklaring is het gegeven dat de Weidsteeg langs het gebied 'Ter Weijde' is gelegen. 
De Weidsteeg fungeerde als zijkade voor de ontginning Voorkoop en moest het ontginningsgebied beschermen tegen overstromingen. Vanaf 1437 was de weg de grens tussen het Graafschap Culemborg en het Graafschap Buren. Op de Beusichemsedijk staat een replica van de limietpaal die de grens tussen beide graafschappen aangaf. Later werd het de grens tussen de gemeentes Culemborg en Beusichem.
Op de hoek van de Weidsteeg en de Lanxmeersestraat stond herberg de Witte Raaf: deze lag pal naast het centrum van Culemborg maar op grondgebied van de gemeente Beusichem en profiteerde van de lagere bieraccijns die in Beusichem werden geheven.  Later vestigde zich op die plek houtzagerij Verwoerd; in de 20e eeuw werd op deze locatie zorgcentrum De Kulenburg gebouwd.
Aan de zuidzijde van de Weidsteeg loopt de Schellevisgraaf.